# Cogna (Piazza al Serchio)
Cogna è una frazione del comune italiano di Piazza al Serchio, in provincia di Lucca. Ha 60 abitanti.

## Geografia
Si trova a 5 km dal capoluogo comunale nell'alta Garfagnana, ad un'altitudine di 670 m s.l.m., alla destra del fiume Serchio di Soraggio sotto la confluenza del torrente Dalli.
Intorno all'abitato sono presenti boschi e castagneti.

## Storia
Di probabile origine romana, visto il toponimo, nel medioevo fu un borgo fortificato come testimoniano i resti di una torre ancora visibili nel XIX secolo e forse un comune rurale
Durante la seconda guerra mondiale vi fu compiuta una delle tante sanguinose rappresaglie che caratterizzarono in passaggio del fronte in questa parte di Toscana. Dopo un attentato in cui aveva perso la vita un alpino della Repubblica Sociale Italiana, il 1º febbraio 1945, furono fucilati da un reparto della Divisione Alpina Monterosa sei civili, detenuti nel carcere di Camporgiano e accusati di essere partigiani.

## Monumenti e luoghi d'interesse

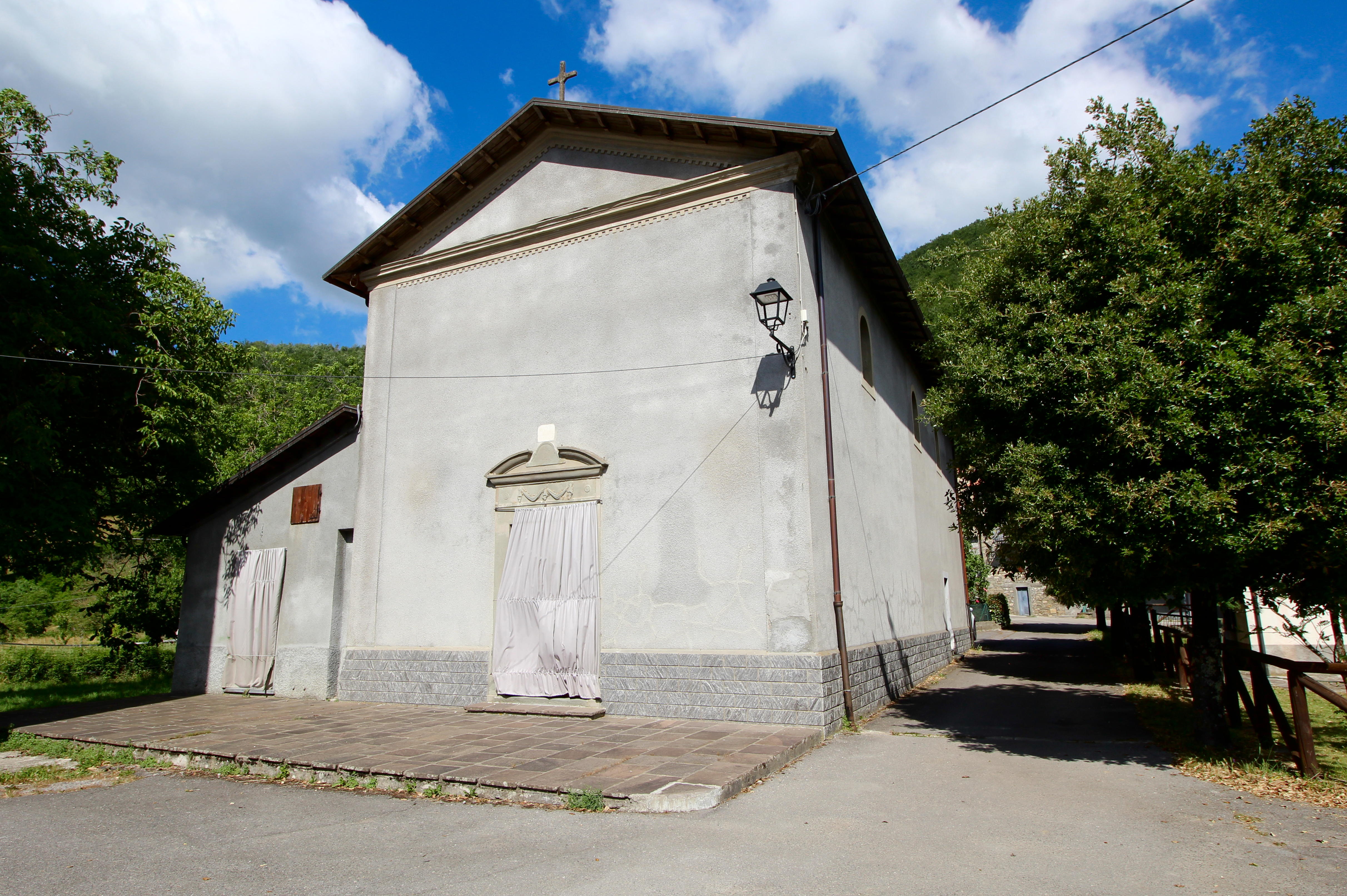
La chiesa di San Leonardo

- Chiesa di San Leonardo è documentata fin dal XIII secolo come sede parrocchiale. All'interno una pala con la Madonna col Bambino e Santi attribuita a Tommaso di Stefano Lunetti, datata 1535.[5]
- Monumento ai Martiri dell'eccidio di Cogna
- Monumenti ai Caduti delle Guerre

## Infrastrutture e trasporti
L'abitato è raggiungibile dalla strada comunale che si dirama per circa 2 km dalla provinciale tra Piazza al Serchio e Sillano e attraversa il fiume Serchio, e da una strada panoramica di 4 km circa che raggiunge l'abitato di Cogna, partendo dalla chiesa dei Santi Pietro e Paolo di Piazza al Serchio.